# Kit para ensamblaje (industria)
El Kit para ensamblaje / Kit de montaje (en inglés Completely Knock Down, CKD), es un sistema logístico mediante el cual se consolidan en un almacén todas las piezas necesarias para armar un aparato funcional. En la industria, este término se usa cuando una máquina completamente desmontada, es entregada a una planta que se dedica a su ensamblaje, en conjuntos que vienen listos para ser ensamblados y las cuales son dedicadas a su exportación. Su uso más extensivo en Centro y Sudamérica es el que se hace en la industria automotriz, al ser algunos países de la región constructores de auto-partes, y otros como Colombia, Venezuela y Uruguay; países en donde se hallan extensas plantas dedicadas a dichos procesos de manufactura.

## En el automóvil
En la industria del automóvil es el conjunto de partes despachado, según los programas de fabricación (respetando modelos, extras, entre otras cosas), a fábricas en otros lugares del mundo, para el abastecimiento de un mercado en específico. Esto hace que las piezas sean tratadas en primer lugar como «importación de partes de automóvil» no computando así en los límites impuestos de importación de vehículos por algunos gobiernos, y con una segunda ventaja que es la creación de empleo en el país de destino.
Las plantas de montaje CKD son menos costosas de establecer y mantener, ya que no necesitan un equipo robótico moderno, y la mano de obra suele ser mucho menos costosa en comparación con el país de origen. También pueden ser eficaces para la producción de bajo volumen. El concepto CKD permite a las empresas en los mercados en desarrollo adquirir conocimientos especializados en una industria en particular. Al mismo tiempo, la compañía que exporta el material CKD a ensamblarse gana nuevos mercados que de otra manera estarían cerrados.

### Completely Knocked Down (CKD)
En la industria automovilística, el material CKD consiste; en su forma más básica, en kit's que carecen en muchos de sus casos de las llantas, sus motores, cajas de cambios y transmisiones, aparte de los componentes eléctricos como la batería, los cuales son suplidos por un fabricante como partes para ensamblaje, y un "kit completo para su montaje", o que se obtiene de terceros subcontratados para la producción de dichas partes (un kit "incompleto"); en muchos de sus casos los interiores vienen ya instalados desde su planta de origen.

### Semi-Completely Knocked-down (SKD)
El término SKD, surgido recientemente; ahora se conoce por ser la forma en la que se entregan ahora como kits-semi-ensamblados, con lo que se refiera a un kit que viene casi completo, pero en el que sólo se halla soldado el habitáculo, y que usualmente viene ya pintado o ya parcialmente pintado. Para ganarse ciertos "indultos arancelarios", la producción de los componentes como partes plásticas, y hasta el habitáculo y otras partes mecánicas, se "encomienda" a productores que tienen como base el país al cual es exportado el coche en su conjunto. Para incrementar este beneficio extra; en la producción de las autopartes necesarias se suele recurrir a autopartistas y/o manufacturadores de tapizados y/o electropartistas locales, como las llantas, asientos, luces y farolas, vidrios y vidrios paracurvos, baterías, acabados interiores, entre otros; ensamblándose y/o produciéndose bajo encomiendas con el debido soporte tecnológico; en algunos casos, las transmisiones y motores bajo licencia completamente. Y en algún punto, hasta se estampan, sueldan y pintan las planchas del cuerpo del automóvil, aparte de instalarse los tapizados, también de forma local; esto hace efectivamente que el kit SKD sea algo más que simples conjuntos de equipos CKD, que si son totalmente ensamblados en un par de pasos, los que en el proceso SKD se tienen grandes avances; ya que incluyen una escala casi el total de los procesos de producción de una fábrica de automóviles.

### A nivel global

#### En Europa
Para el año de 1959, y con la introducción del Mini, los productos de la BMC eran siempre importados y posteriormente ensamblados de kits CKD en muchos de sus mercados internacionales.
En 1961, Renault empieza sus negociaciones con la AMC para un acuerdo de acompañamiento para el ensambaje de coches Rambler en Europa. Iniciando sus labores en 1962 hasta 1967, AMC a su vez vendía kits CKD de sus vehículos de pasajeros a la Renault.  Estos eran ensamblados en la planta de la Renault ubicada en Haren, Bélgica y vendidos en los concesionarios de Renault alrededor del mundo, en especial en Argelia, Austria, Bélgica, Francia, los Países Bajos, y Luxemburgo. Este acuerdo le permitió a la AMC vender sus coches en nuevos mercados sin ser necesario el invertir en Foreign Direct Investment (FDI).  En este acuerdo se agrega que en todo término le resultó benéfico a la marca francesa gracias a las líneas de productos que no disponían ellos pero sí la de AMC, que disponía de coches de pasajeros grandes, los que ya eran pedidos y aparte necesarios al ofrecer un modelo de "auto de tipo ejecutivo" en sus mercados europeos. En 1968, la firma independiente automovilística de Alemania, Karmann, empieza el ensamblaje material CKD de coches de la AMC, en especial el último modelo de la firma, el Javelin para su distribución en Europa. Para 1977 la situación cambió radicalmente. ahora los coches AMC que se vendieron fuera de los Estados Unidos carecían de soporte de marca adecuado, y en los Estados Unidos el mercado de los coches sub-compactos, que iban liderados por el fabricante francés en este mercado debido a su anterior acuerdo, eran los que "marcaban las tendencias",  despojando a la AMC de su mercado natural. Así, el favoritismo de los coches grandes perdió frente a los vehículos con menores consumos de combustible, de origen europeo y japonés; más eficaces y de mayor desempeño, pese a sus reducidas dimensiones. Aparte, con el desarrollo del mercado soviético/ruso, con el que se dispuso de un fabricante de coches económicos cercano, y que hizo que los mercados recibieran coche de desempeño similar pero a precios muy reducidos; dados los bajos costos de manufactura gracias a sus grandes cadenas de montaje, y aparte, que de la misma región venían coches de modelos desfazados, pero con costes muy asequibles.
Pero, tras la caída del comunismo, el mercado sufre su mayor reforma; es en donde aparecen los capitalistas extranjeros, y desde luego; con una gruesa chequera, empiezan a reacondicionar las viejas instalaciones fabriles comunistas, de vasta capacidad; con maquinaria de tecnología de última generación, aparte; aprovechando el bajo costo de la mano de obra local, con lo que países como Eslovaquia, Eslovenia, Polonia y Serbia reciben una gran inyección de capital, y le dan un renacimiento a esta decaída industria; lo que hace que recobre sus niveles, y en muchos casos; hasta supere sus niveles previos de producción en su era comunista.
En Rusia, el ensamblador más reconocido de conjuntos CKD es Avtotor,[cita requerida]; en la cual se dice hay el ensamblaje de coches de gama alta, como, los Hummer H2, BMW Serie 3 y la BMW Serie 5 en su planta de Kaliningrado, y la planta de AZLK en Moscú, donde se da uso a las facilidades que le pertenecieron en el pasado para la producción de coches Dacia Logan. En Kaluga, Volkswagen Group actualmente construye una planta de ensamblaje nueva, que de ser terminada, se espera producir una cantidad por año de 150,000 unidades.
El caso más reciente es el de Ucrania, cuyos gravámenes impositivos sobre los coches importados es uno de los más altos en Europa. Las firmas locales AutoZAZ y Bogdan ensamblan kits de coches CKD de orígenes tales como Lada, Opel, Mercedes-Benz, Kia, FSO, y ahora Daewoo, En donde incluso hubo una variante del Daewoo Lanos, que tuvo una producción total (lo que incluye hasta sus componentes motores), y que tuvo una versión doméstica para carga. El gigante alemán de la industria automovilística —Grupo Volkswagen a su vez produce conjuntos SKD en Ucrania en su planta de Solomonovo, donde produce coches bajo sus marcas Škoda y coches de pasajeros Volkswagen.

#### En Asia y Oceanía
La American Motors desde sus plantas de producción a su vez manufacturaba material dedicado a los países con sentido de conducción por la derecha en versiones de sus automóviles para los mercados de países como Australia, Nueva Zelanda, Sudáfrica e Inglaterra y la India. Dichos componentes eran embarcados en contenedores de las plantas de la AMC en Kenosha, Wisconsin, o de la de Brampton, Ontario para las de ensamblaje en Australia. El ensamblaje de los Rambler y otros vehículos de la AMC en Australia era llevada a cabo por la Australian Motor Industries (AMI) en Port Melbourne, Victoria.Los requerimientos locales exigía que elementos tales como las suspensiones y los componentes eléctricos estuvieran hechos por manufacturadores australianos, así como sus interiores (asientos, tapicería, entre otros); así como las luces, calefacción, y otros componentes.  Varios modelos del Rambler fueron ensamblados en Nueva Zelanda para la década de los 60 hasta 1971 por parte de la Campbell Motors en los talleres de la Thames (luego redesignada Toyota Nueva Zelanda), que después en los años 80 ensambló coches Toyota, Datsun, Hino, Renault, y de la Peugeot.
En Nueva Zelanda después de ese momento, se ha dado el desarrollo de una industria local de ensamblaje automotríz como una respuesta y sustitución a la importación, que provee a la industria local y a su población empleo, intercambio tecnológico, y que resulta benéfico; dado el pequeño tamaño del mercado local. Siguiendo las reformas económicas de los 80, incluyendo la reducción de los aranceles a las importaciones, las facilidades de las importadoras de vehículos de procedencia australiana sin aranceles bajo el acuerdo CER, le permite a muchas compañías automotrices el fin de ensamblaje en este país y mudarse al sistema de importaciones de vehículos construidos en Japón, Australia, o Alemania, Francia, Rusia; e incluso Tailandia.  Más que eso, la suavización de las condiciones a la importación de vehículos le permitieron a un gran número de autoimportadores el traer en grandes cantidades del Japón coches de segunda mano, y aparecer en dicho mercado el concepto de "importaciones de coches usados", que por mucho resultaron ser más baratos que los coches usados ensamblados localmente, pero aun así siguen siendo más numerosos los llamados "coches neocelandeces". Las últimas compañías en ensamblar coches en conjuntos CKD en Nueva Zelanda fueron Toyota, Nissan, Mitsubishi, y la Honda, las cuales cerraron sus plantas de ensamblaje en 1998, tras el anuncio del gobierno con sus planes de abolir los gravámenes a la importaciones en coches.
La fabricante hindú Mahindra & Mahindra Limited inicia sus negocios en 1947 con el ensamblaje de Jeeps en conjuntos CKD.  Mahindra expandió sus operaciones con la inclusión de material de producción hecho domésticamente por medio de sus plantas de manufactura, para la producción de vehículos Jeep con un alto nivel de componentes bajo licencia de la Kaiser Jeep Corporation y posteriormente denominada American Motors Corporation (AMC).

#### En América
Para la época en que Henry Ford coescribe sus memorias en 1922 con el título My Life and Work, la Ford Motor Company ya estaba distribuyendo conjuntos CKD provenientes de sus instalaciones en Míchigan para su ensambaje final en algunas regiones de Estados Unidos o en países externos donde estos coches eran vendidos.
En 1967, Peugeot introdujo la producción basada en CKD de los sedanes Peugeot 403 y un  pick-up ligero basado en el 403 en la fábrica Berazategui de Peugeot en Buenos Aires bajo el nombre Peugeot 4TB.  En 1973, este modelo fue reemplazado por el pick-up 404 y más tarde (1990) por el pick-up 504.
El 404 y el 504 se comercializaron masivamente en todo el mundo a través de talleres de ensamblaje CKD: el 404 se ensambló, además de Francia y Argentina, en Australia, Bélgica, Canadá (en la planta de SOMA compartida con Renault), Chile, Irlanda, Kenia, Madagascar, Malasia, Nueva Zelanda, Nigeria, Portugal, Perú, Rhodesia, Sudáfrica y Uruguay; el 504, principalmente en Argentina, Egipto, Nigeria, Kenia, Sudáfrica, Australia y China, por la Compañía de Automóviles de Guangzhou Peugeot, que desarrolló una versión específica de cabina doble.
En los Estados Unidos, Daimler AG ha iniciado un ensamblaje de material CKD de origen argentino en Carolina del Sur, en la planta se re-ensamblan las furgonetas Mercedes-Benz Sprinter para su venta en Estados Unidos y Canadá, remarcadas como la Dodge Sprinter o la Freightliner Light Truck; esencialmente para evitar el impuesto del pollo.
En el año 2009, Mahindra & Mahindra Limited ha anunciado que iniciará la importación de  pickups desde sus plantas de la India en conjuntos CKD, apara evitar el impuesto del pollo. Los conjuntos CKD serán de vehículos completos que serán ensamblados en los Estados Unidos de conjuntos de partes embarcados en contenedores.
Venezuela llegó a tener una industria de producción de vehículos, que llegó ubicarse como la cuarta productora en América Latina; su desarrollo entre los años setenta, ochenta y principios de los noventa, alcanzó un desarrollo en el modelo de SKD, con un encadenamiento con autopartistas que aprovechaban la producción venezolana de acero, aluminio y la energía abundante y barata. Hoy esa industria, en los últimos cuatro años, está casi desmantelada. Algunas plantas cerradas, como General Motors y Mitsubishi, otras casi paralizadas como Ford, Chrysler, y en el caso de Toyota, una producción mínima.
En Colombia, el ensamblaje de automóviles es considerado uno de los grandes aportantes a los procesos de manufactura del país, pues aparte de diversificado, se sabe que al principio de dicha industria, la gran mayoría de los vehículos manufacturados en el país eran en realidad provenientes de estos kit's; siendo hoy día posibles de ver gracias al alto grado de integración de la industria local, siendo lo único que les hacía falta como algunos subsistemas menores, como los de refrigeración, frenos, y el motor en muchos casos, ahora partes del chasis e incluso la carrocería ya son producidos en plantas nacionales.
Se destacan dentro de esta industria SOFASA, Colmotores y Hino Motor Manufacturing de Colombia como los principales referentes de dicha industria, y después de otros intentos, tanto frustrados de dicha rama, como AutoTAT, y ARO Corcel, así como de firmas que por la feroz competencia de los importadores, como la la C.C.A.; ya desaparecidas.

## Material ferroviario
- La práctica de vender "locomotoras knocked down", llamadas así por su nombre, se efectúa desde el Siglo XX, como se evidencia en el anuncio de ventas de la J. G. Brill and Company, en el Street Railway Journal de 1898.[17]
- Las locomotoras y vagones de la Bombardier Transportation, son despachadas desde La Pocatière, Quebec; en kits incompletos, a su planta de Plattsburgh, Nueva York, y a la de la ciudad de Barre, Vermont, para su ensamblaje final.  Esta se práctica se efectúa para cumplir con las políticas estadounidenses y canadienses de "Compra norteamericano" propuesta por las agencias del ramo del tránsito público y sus tarifas.
- Kawasaki Heavy Industries Rolling Stock Company (KHIRSC/IHI) ha situado una planta de ensamblaje en Yonkers, Nueva York, que completa en ensamblaje final de vagones ferroviarios y de locomotoras usando los conjuntos despachados desde Kōbe, Japón.
- La planta de Alstom en Hornell, Nueva York, ensambla en dicha planta los kits ferroviarios producidos en acero inoxidable, embarcados desde la planta de Lapa en São Paulo, Brasil.

## Aeronaves
En el caso de las aeronaves militares, estas son vendidas también como  "kits knockdown" al fin de su vida útil, para lo cual se reempaca como un aparato de usos varios. Esto a su vez es muy común en la canibalización de máquinas como partes de repuesto.

## Industria electrónica
En los países que en alguna ocasión debieron su importante avance a las industrias de electrodomésticos se están volcando a la exportación neta de electropartes para el ensamblaje de electrodomésticos en naciones donde tienen plantas adecuadas para tales fines, y empresas como las surcoreanas LG, Samsung Electronics, las japonesas Sony, Panasonic, y hasta Electrolux, Motorola, Siemens y otras por no citar la mayoría; que tienen su sede en otras naciones hagan de naciones del sudeste asiático y China continental su base de exportación de electrodomésticos hechos allí en las citadas localidades, pero con materiales de procedencia foránea, tienen como fin el reducir sus costos de producción y de exportación, al basarse en países con una estructura de transporte y logística muy desarrollada.
En México, en su larga frontera con Estados Unidos, ya los antes citados, en conjunto con fabricantes de computadoras y otros aparatos electrónicos; cuentan con facilidades de producción que, incluso les ayudan a ahorrar en los costos de transporte a su mayor y principal mercado: El Norteamericano.